# Красівське
Красівське (до 1 квітня 2016 — Кра́сіне) — село у Криворізькому районі Дніпропетровської області. Центр Красівської сільської ради. Населення — 1 657 мешканців.

## Географія
Село Красівське розташоване у західній частині Дніпропетровської області у степовій кліматичній зоні.
На сході межує із селом Близнюки, на відстані 5 кілометрів у західному напрямку межі міста Кривий Ріг, зокрема колишній військовий аеродром Довгинцеве.
У селі бере початок річка Балка Дубова.

## Історія
Красівське засноване 1924 року як єврейське землеробське поселення.
В часи радянської влади у Красівському розміщувалась центральна садиба радгоспу «Красіно».
У жовтня 2014 року у селі було повалено пам'ятник Леніну.
За радянських часів і до 2016 року село носило назву Красіне.

## Населення
Згідно з переписом УРСР 1989 року чисельність наявного населення села становила 1647 осіб, з яких 779 чоловіків та 868 жінок.
За переписом населення України 2001 року в селі мешкали 1652 особи.

### Мова
Розподіл населення за рідною мовою за даними перепису 2001 року:
| Мова       | Відсоток |
| ---------- | -------- |
| українська | 95,17 %  |
| російська  | 3,56 %   |
| вірменська | 0,78 %   |
| білоруська | 0,12 %   |
| молдовська | 0,06 %   |
| інші       | 0,31 %   |

## Сучасність
В селі діє селянське фермерське господарство «Каскад», на якому працює 40 працівників.
У Красівському діють середня загальноосвітня школа, дитячий садок, амбулаторія ЗПСМ, будинок культури, бібліотека.

## Релігія
У селі розташований Храм Преображення Господнього ПЦУ (вул. Центральна, 22).